# Кёнджон (правитель Корё)
Кёнджон (кор. 경종, 景宗, Gyeongjong) — 5-й правитель корейского государства Корё, правивший в 975—981 годах. Имя при рождении — Чу (кор. 주, 胄, Ju). Второе имя — Чанмин (кор. 장민, 長民, Jangmin).
Посмертные титулы — Чиин сонмок мёнхе сунхи чонхё конъый Хонхва-тэван.